# Zhang Ji (Dichter, um 712)
Zhang Ji (chinesisch 張繼 / 张继; tätig im 8. Jahrhundert, Volljährigkeitsname Yisun 懿孙) war ein chinesischer Dichter, geboren in Xiangyang während der Tang-Zeit.

## Leben und Wirken
Über Zhang Ji ist wenig überliefert. Er hat etwa von 712 oder 715 bis 779 gelebt, und es ist bekannt, dass er das kaiserliche Examen Jinshi im Jahr 753 bestanden hat. Er machte Karriere als Sekretär der Abteilung für Steuereinnahmen.

## Ein Gedicht

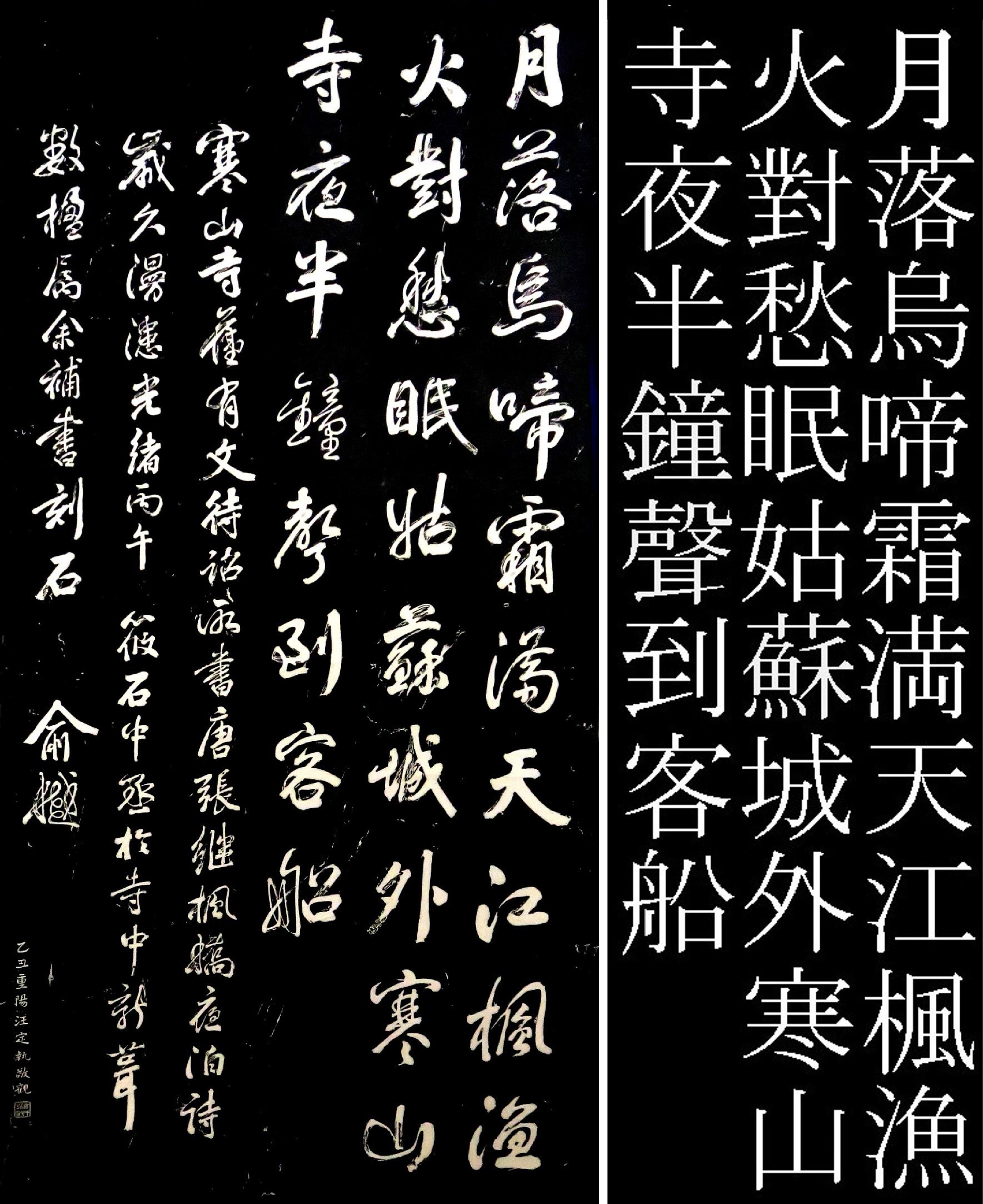
Links: Steinabreibung des Gedichts nebst Nachwort in der Kalligrafie von Yu Yue; rechts: Wiedergabe in Druckschrift

Zhang Ji lebte während der Blütezeit der Tang-Dichtung als Zeitgenosse von Li Bai und Du Fu. Bekannt ist er vor allem für sein Gedicht „Nächtliches Anlegen an der Ahornbrücke“ (Fengqiao yebo 楓橋夜泊), das in die Sammlung Dreihundert Tang-Gedichte aufgenommen wurde. Es ist unter anderem als Steinabreibung in einer Kalligrafie von Yu Yue (俞樾, 1821–1907) überliefert, die auch in Japan sehr populär ist. – Ozu Yasujirō bringt sie in seinem Film Es war einmal ein Vater aus dem Jahr 1942 als Schmuck in einem Klassenzimmer an, zu einer Zeit, als China in Japan nicht mehr so zitiert wurde, wie es sich selbst nannte, nämlich „Land der Mitte“ (中国), sondern nur herablassend lautmäßig als „Shina“ (支那) wiedergegeben wurde.
Das Gedicht hat die Form von vier Zeilen zu je sieben Zeichen. Eine ungefähre Wiedergabe des Inhalts lautet so:
- 月落烏啼霜滿天: Der Mond geht unter, Krähen krächzen, Frost am ganzen Himmel,
- 江楓漁火對愁眠: Ahornbäume am Fluss, die Feuer der Fischer – mein kummervoller Schlaf.
- 姑蘇城外寒山寺: Vom Hanshan-Tempel vor den Mauern von Gusu[1]
- 夜半鐘聲到客船: Dringt um Mitternacht der Glockenton bis zum Reiseboot.